# سرحد آقا
سرحد آقا، روستایی از توابع بخش مرکزی شهرستان بهبهان در استان خوزستان ایران است.اکثرا مردم این روستا از ایل آغاجری هستند.

## جمعیت
این روستا در دهستان حومه قرار دارد و براساس سرشماری مرکز آمار ایران در سال ۱۳۸۵، جمعیت آن ۱۵۰ نفر (۳۰خانوار) بوده‌است.